# Zamek w Tudorowie
Zamek w Tudorowie – ruiny zamku rycerskiego z XIV w. położonego nad rzeką Opatówką w Tudorowie w województwie świętokrzyskim.

## Historia
Pierwsza wzmianka o zamku pochodzi z akt sądowych z 1371 roku, w których wymieniono castrum Tudorow. Przypuszczalnie zamek zbudował rycerz Pełka herbu Janina lub ktoś z jego rodziny. Wzmianka ta dotyczy sporu rozstrzyganego przed sądem ziemskim sandomierskim pomiędzy rycerzami Wojtkiem z Wąworkowa, a synami Pełki z Tudorowa. Dziedzice Tudorowa swoimi groblami, które zbudowali pod zamkiem, zatrzymywali wodę w rzece Opatówce, w wyniku czego nie dochodziła ona do młyna w Karwowie, którego właścicielem był Wojtek z Wąworkowa. W dokumentach z 1388 i 1408 r. jako właściciele Tudorowa są wymieniani Pełka i Iwan z Tudorowa (zapewne synowie owego Pełki). W 1423 i 1446 roku wymieniony jest Piotr z Tudorowa, a w 1439 roku Pełka z Tudorowa i Brzostowej żonaty ze Świętochną, a w 1443 roku odnotowany był Jan z Tudorowa, kanonik wiślicki. W drugiej połowie XV w. Tudorów w parafii Włostów stanowił dziedzictwo braci Mikołaja i Piotra herbu Janina. Wg rejestru poborowego powiatu sandomierskiego z 1508 r. Tudorów wraz z sąsiednią wsią Dmoszyce stanowił własność Alberta z Dmoszyc. Na początku XVI wieku wieś należała w części do wdowy Tudorowskiej, potem jej syna Jana, w części do Wojciecha Dmoszyckiego. 
W 1517 r. Jan Tudorowski sprzedał dobra wraz z zamkiem kasztelanowi sandomierskiemu Krzysztofowi Szydłowieckiemu. Po jego śmierci w 1532 roku, zamek przeszedł na własność jego córki Zofii, która wniosła Tudorów w posagu hetmanowi wielkiemu koronnemu Janowi Amorowi Tarnowskiemu. W tym czasie zamek zaczął pełnić jedynie rolę siedziby zarządcy folwarku na terenie majątkowego klucza opatowskiego. 
W czasie potopu szwedzkiego, będący wówczas własnością Jerzego Sebastiana Lubomirskiego zamek został zniszczony, a wieża opustoszała. W 1811 roku na licytacji dobra w skład których wchodził zamek kupiła Aleksandra Potocka. Od 1850 do 1944 roku dobra na których leżały ruiny zamku znajdowały się w rękach ziemiańskiej rodziny Karskich, będących także właścicielami ruin zamku w Ossolinie oraz pałaców we Włostowie i Górkach Klimontowskich. W okresie PRL zamek był własnością państwową. W latach 1989-1990 zamek był badany przez archeologa Marka Florka z Biura Badań i Dokumentacji Zabytków w Tarnobrzegu. Do 2021 roku ruiny zamku były własnością rzeźbiarza Gustawa Hadyny, który planował przystosować ją do celów mieszkalnych.

## Architektura
Zamek zbudowano na skalnym wzniesieniu o powierzchni około 140 m2, do którego dostęp odcięto fosą i wałem. Do dzisiaj zachowała się zamkowa wieża o wysokości około 20 metrów i grubości fundamentu 2 metrów. Wieżę zbudowano z płaskich płyt łupków i kamieni wapiennych. Wieża ma dwie odsadzki, co sugeruje, że miała co najmniej trzy kondygnacje, z tym, że najwyższa z nich jest do połowy zniszczona. Na elewacji wieży zachowały się ślady pokrywających ją tynków i narożnego boniowania. Wieża zbudowana jest na planie prostokąta o wymiarach 9,3 m x 10,5 m. W jej wnętrzu zachowały się ślady po belkach drewnianych stropów. Na wyższych kondygnacjach znajdują się otwory okienne, w tym od zachodu jeden zamurowany ostrołukowy. Inne otwory będące strzelnicami zachowały od wschodu i południa. Od strony wschodniej do wieży przylegał dziedziniec na planie trapezu, który otaczał mur obronny, w którym znajdowała się brama wjazdowa do zamku. Od zachodu do wieży przylegał brukowany dziedziniec otoczony wałem. Całość założenia otaczała fosa, a dodatkowo obronność wzmacniały dwa stawy. W XVI wieku przebudowano wnętrze wieży, być może zmieniając ilość kondygnacji, i wykuto nowe otwory okienne. Być może też w tym okresie wieżę otynkowano. Wg inwentarza z 1618 r. na terenie założenia zamkowego, oprócz wieży nakrytej baniastym hełmem, znajdowały się usytuowane w jej sąsiedztwie: dwór, sernik, piekarnia, 2 obory, 5 chlewików, stajenka, gumno, brogi, ogród warzywny, 3 stawy z młynami i 2 sadzawki. 
W połowie XVII w. wieżę na powrót przystosowano do celów obronnych poprzez wykucie w jej murze trójkątnej strzelnicy artyleryjskiej. Do tej pory oprócz wieży widoczne są fragmenty murów przyziemia zabudowań zamkowych. Na zewnątrz widoczne są wały, ślady brukowanego dziedzińca, a od strony zachodniej zachowały się ślady szańca z połowy XVII wieku. 
Ruina zamku została wpisana do rejestru zabytków nieruchomych (nr rej.: A.544 z 30.05.1972 i z 9.04.1984).

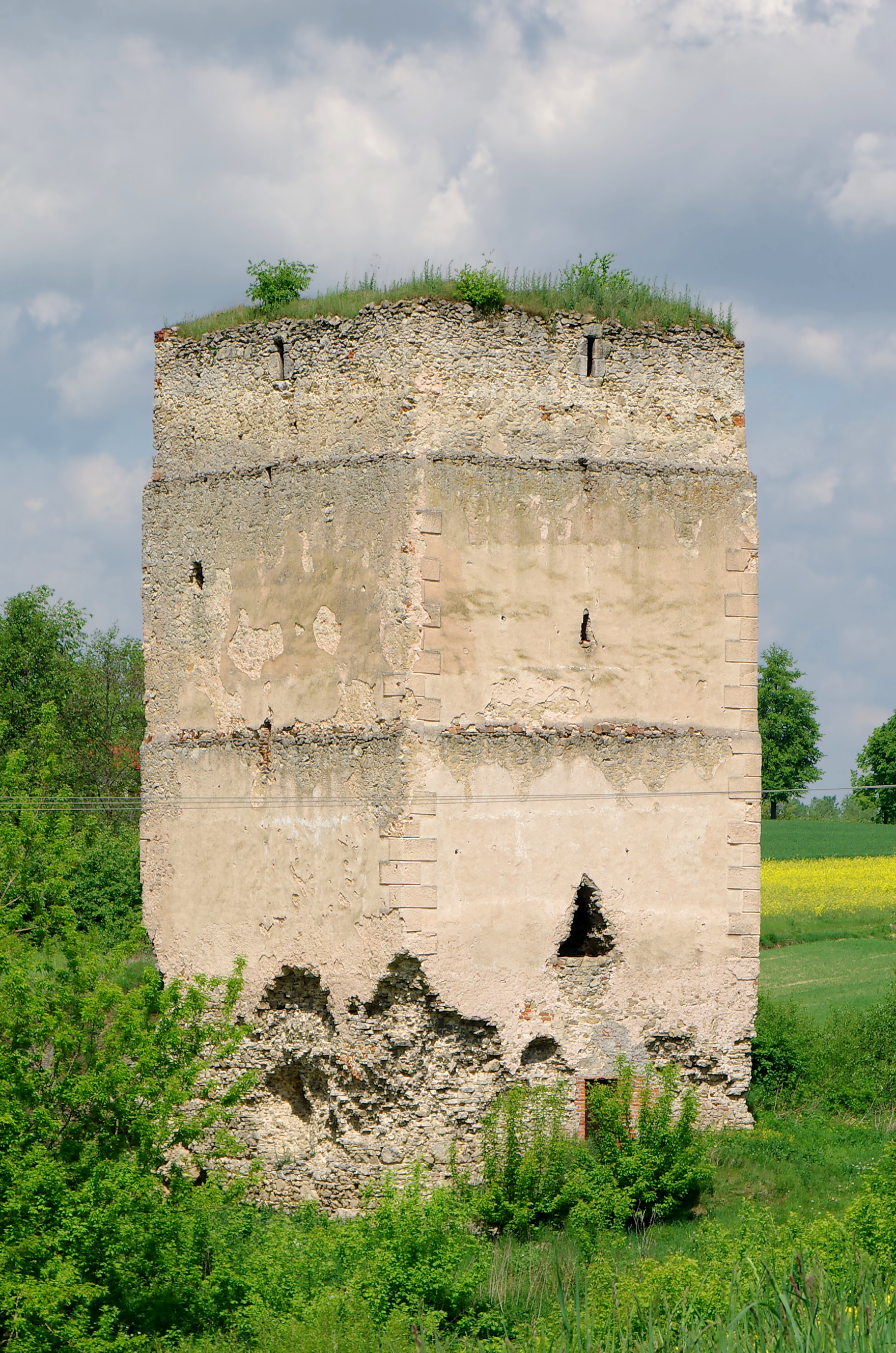
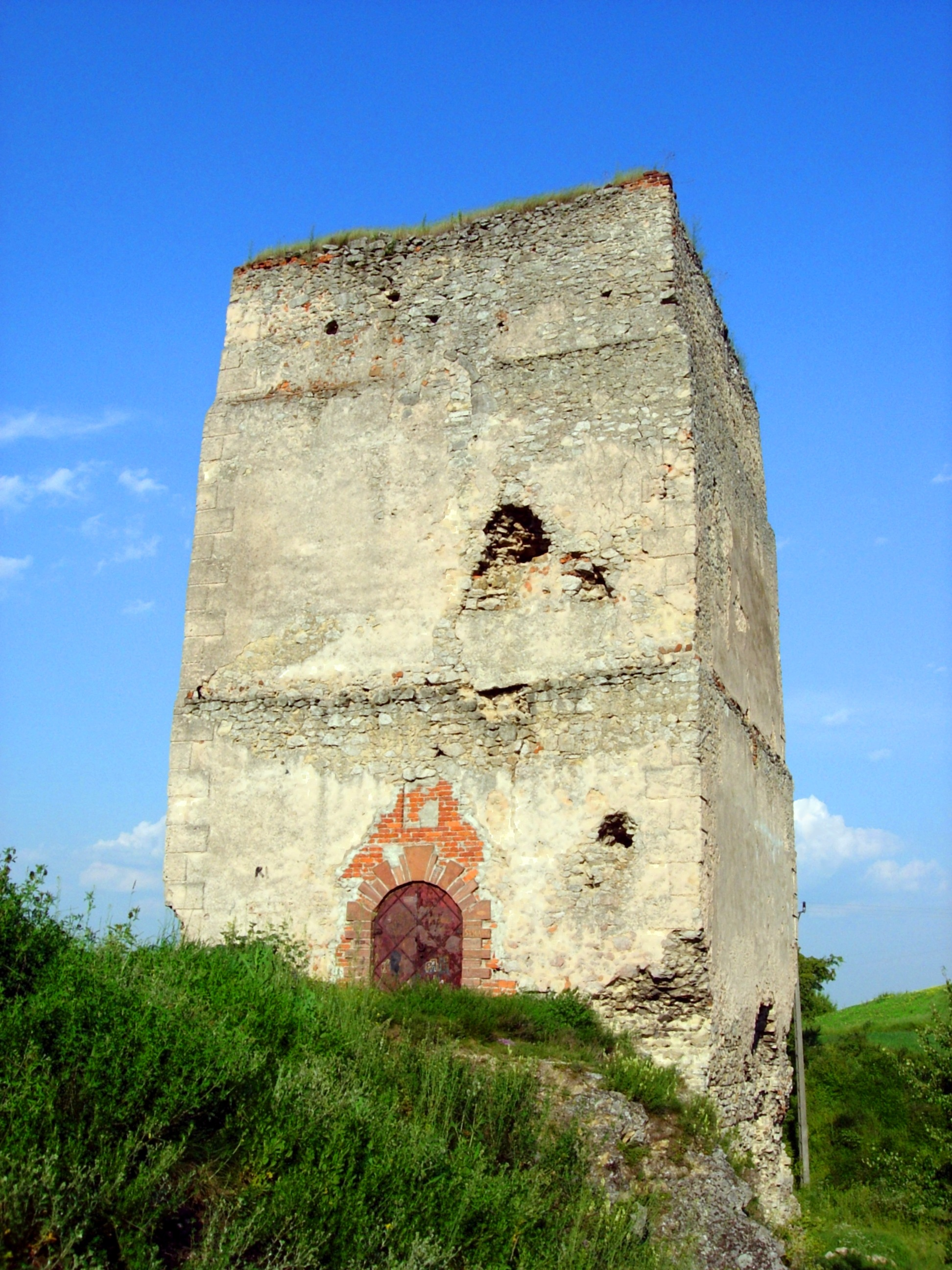
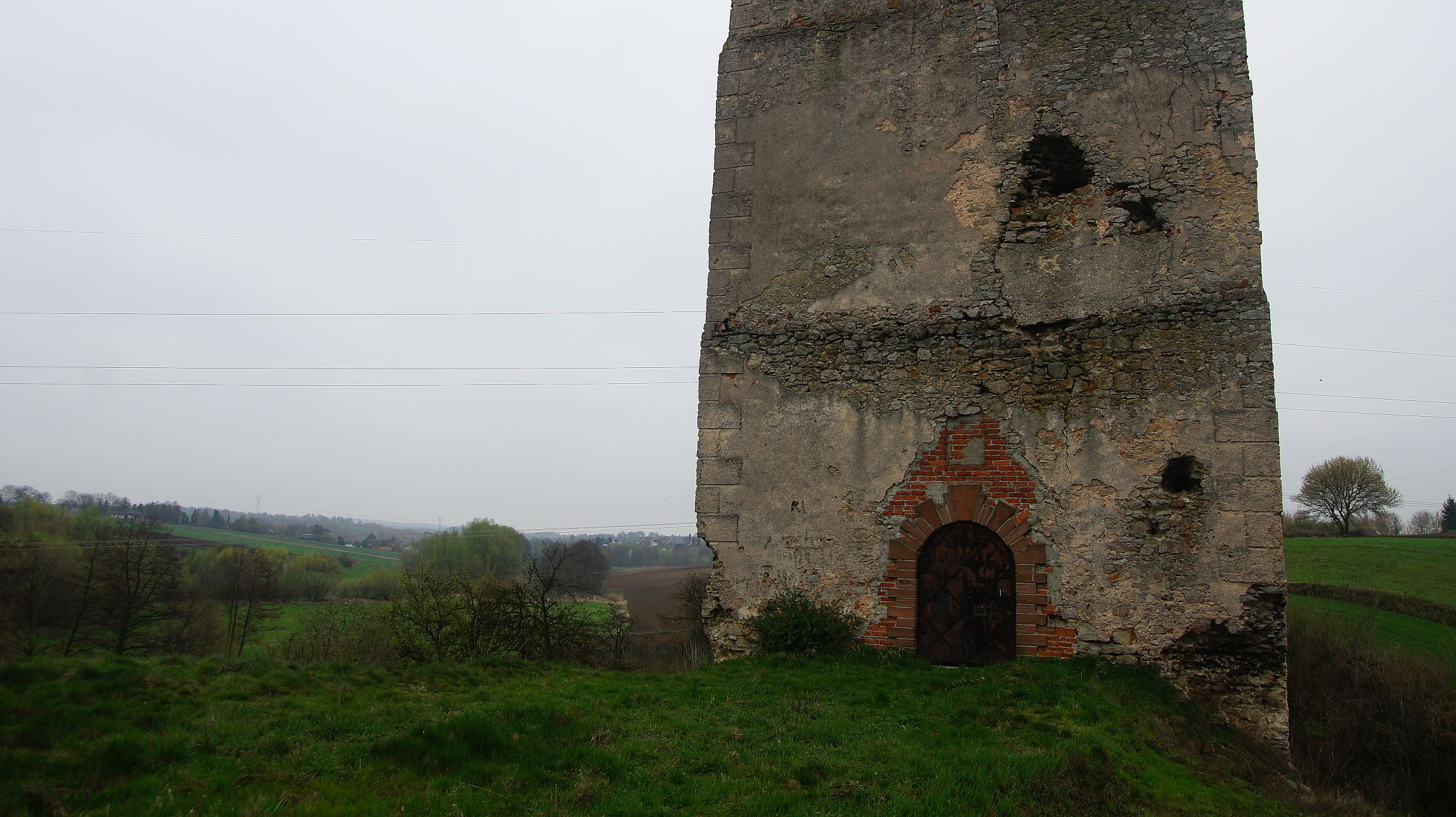
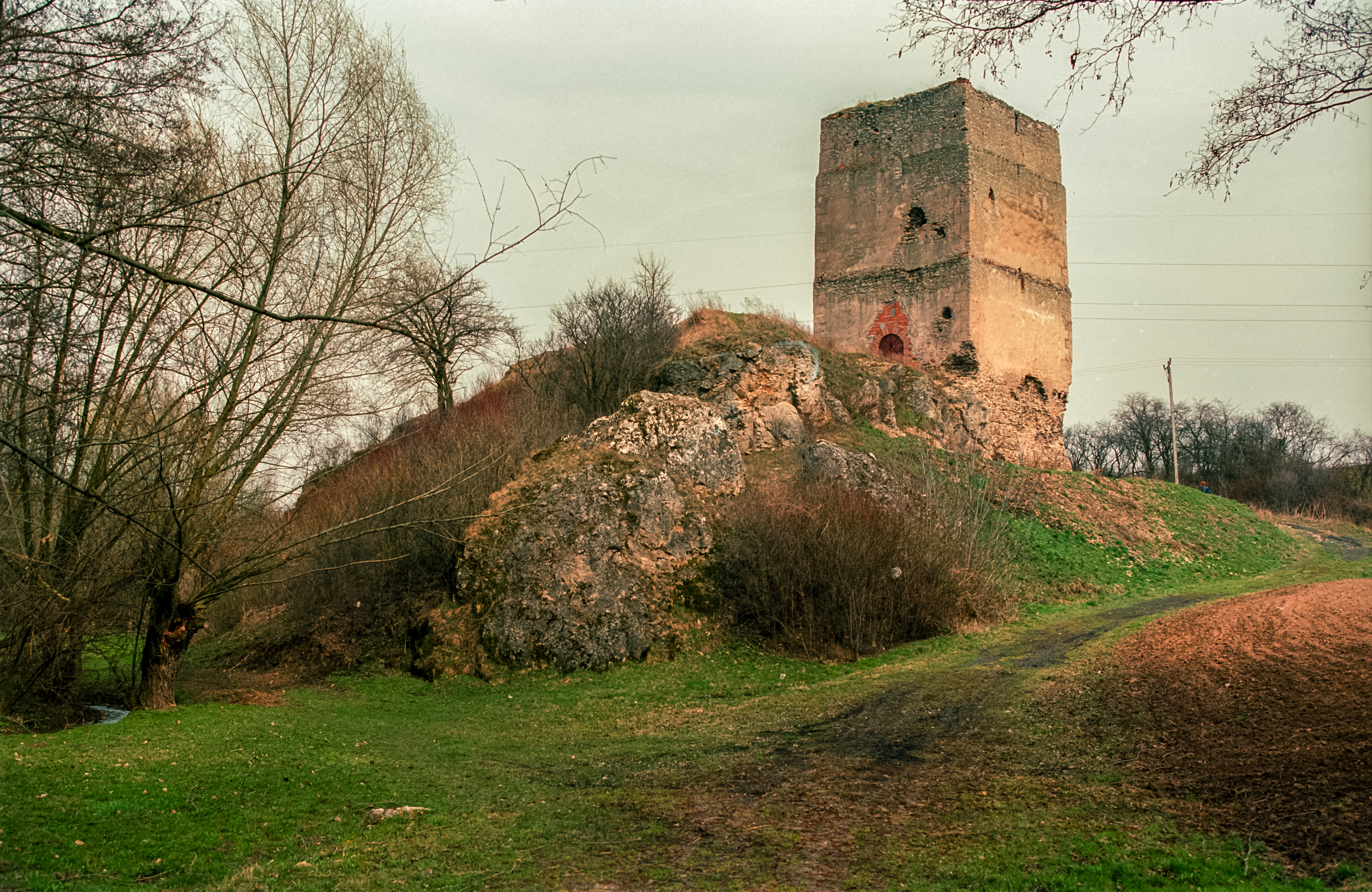